# 御方大野
御方 大野（みかた の おおの）は、奈良時代の貴族。姓はなし。天武天皇の孫。父は不詳だが一説では磯城皇子。官位は従五位下・図書頭。

## 経歴
天平19年（747年）朝廷に対して姓を授かるように願い出る（この時の官位は従八位上・春宮少属）。しかし、大野の父は天武天皇の皇子であったが、過失があって皇子を廃された事情があるため、非常に哀れなことではあるが、姓を与えることができない旨、聖武天皇からの詔があった。
天平勝宝元年（749年）7月の孝謙天皇の即位に伴って従五位下に叙爵し、8月に図書頭に任ぜられている。
子息の広名は天平宝字5年（761年）に宿禰姓を与えられている。子孫には甲能氏（甲能朝臣）がある。

## 官歴
『続日本紀』による。
- 天平10年（738年） 日付不詳：見東史生[5]
- 時期不詳：従八位上
- 天平19年（747年）10月3日：見春宮少属
- 時期不詳：正六位上
- 天平勝宝元年（749年）7月2日：従五位下。8月10日：図書頭